# مدی سیگریست
مدی سیگریست (انگلیسی: Maddy Siegrist؛ زادهٔ ۲۲ مهٔ ۲۰۰۰) بازیکن بسکتبال اهل ایالات متحده آمریکا است.